# Gröngul navling
Gröngul navling (Chrysomphalina grossula) är en svampart som först beskrevs av Christiaan Hendrik Persoon, och fick sitt nu gällande namn av Norvell, Redhead & Ammirati 1994. Gröngul navling ingår i släktet Chrysomphalina och familjen Hygrophoraceae.  Arten är reproducerande i Sverige. Inga underarter finns listade i Catalogue of Life.

## Källor

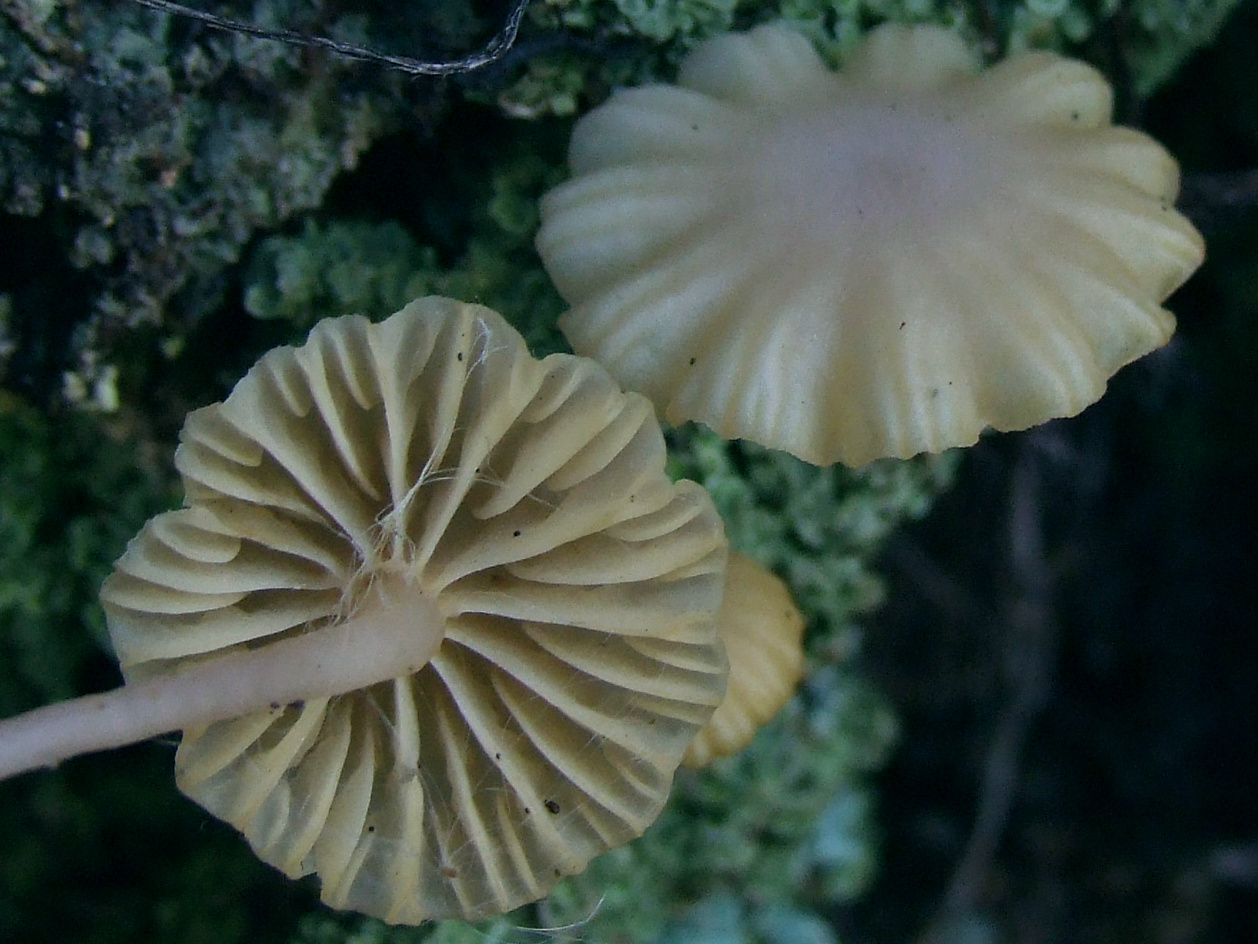